# Половцова, Надежда Михайловна
Наде́жда Миха́йловна По́ловцова (до замужества — Ию́нева или Ю́нина; 10 декабря 1843 — 9 июля 1908) — внебрачная дочь великого князя Михаила Павловича, воспитанница барона A. Л. Штиглица, супруга действительного тайного советника государственного секретаря Александра Александровича Половцова.

## Биография
В 1844 году бездетная чета Штиглицев удочерила внебрачную дочь великого князя Михаила Павловича от фрейлины К. Согласно легенде, дитя было найдено в кустах сирени на даче Штиглицев в Петровском. Девочка лежала в корзине в роскошных пелёнках, в которых была приколота записка о том, что она родилась 10 декабря 1843 года и крещена по православному обряду Надеждой, отчество её Михайловна, а на шее имелся дорогой золотой крестик с крупной жемчужиной. Произошло это событие в конце июня, в связи с чем ребёнку была дана фамилия Июнева (Июнина, Юнина, Юньева). Император принял участие в судьбе своей племянницы, сказав Штиглицу, что его интересует участь подкинутого ребёнка, и тем самым побудив бездетного банкира удочерить незаконнорождённую.
По другой версии, менее правдоподобной, Надежда Михайловна была внебрачной дочерью самого Штиглица. Так, И. С. Тургенев в письме к Полине Виардо от 19 февраля 1871 года, сообщая о своём обеде у Половцова, писал о том, что последний женат на «побочной дочери барона Штиглица». Несмотря на то, что Штиглиц, как и его жена Каролина Карловна, был лютеранином, их воспитанница сохранила православную веру. Удочерённая и воспитанная крупнейшим российским финансистом, управляющим Государственного банка, она была богатейшей невестой России середины века.
3 февраля 1861 года 18-летняя Надежда Михайловна стала женой будущего секретаря Государственного совета Александра Александровича Половцова (1832—1909). Венчание было в церкви Александра Невского при Правительствующем Сенате. Вокруг этого брака ходило много слухов и складывалось немало легенд. Князь П. А. Оболенский, их внук, вспоминал:

Дедушка мой родился в небогатой дворянской семье и ему предстояла жизнь рядового чиновника. Однако честолюбивый юноша-правовед настойчиво ухаживал за приемной дочерью Штиглица, упорно домогался её руки и сердца и в конце концов добился женитьбы на ней.
Первое время супруги жили весьма скромно на съёмной квартире, неподалёку от дачи барона Штиглица, на Каменном острове. После смерти приёмного отца Надежда Михайловна стала собственницей громадного состояния 16—17 млн рублей. Она и её дети наследовали все недвижимое имущество, в том числе фабрики, заводы, имения, два особняка в Петербурге и дачу на Каменном острове, а также все процентные бумаги. Летом 1884 года приобрела в собственность Богословский горный округ в Верхотурском уезде Пермской губернии, включая завод, 29 мая (11 июня) 1894 год названный в честь хозяйки Надеждинским.
Мечтая играть роль княгини Ливен, Половцова держала в своём петербургском доме салон и давала утончённые обеды, умело группируя за столом избранных собеседников. В обществе она имела репутацию отличной хозяйки и царицы моды. Говорили, что вмешиваясь в дела благотворительности, она посещала бедных, украшая уши стотысячными солитёрами, и объясняла это тем, что бедные заслуживают, чтобы для них хорошо одевались. Мемуарист граф С. Д. Шереметев признавался:

Она мне никогда не нравилась и всегда казалась бездушной. У неё были поклонники и обожатели, которым я удивлялся. Мне казалась невозможным выжать что-либо живое из этой красивой, сдержанной, холодной и чересчур рассудительной дамы, но у неё не недоставало ума и она с мужем действовала заодно, постепенно и последовательно, коварно добивалась прочного положения в свете. Над ними посмеивались, но к ним ездили и пользовались их гостеприимством.
Вместе с мужем Половцова много путешествовала по Европе, но особенную любовь она испытывала к Франции. Почти каждое лето она предпочитала проводить в своём особняке в Париже или в имении San-Roman в окрестностях Монте-Карло. Скончалась в Петербурге 9 июля 1908 года от рожистого воспаления на лице, похоронена в церкви-усыпальнице во имя Св. Троицы в имении Штиглица в Ивангороде.

## Дети
- Анна (1861—1917), жена князя Александра Дмитриевича Оболенского (1847—1917), бабка сэра Дмитрия Оболенского;
- Надежда (1865—1920), жена графа Алексея Александровича Бобринского;
- Александр (1867—1944), муж графини Софьи Владимировны Паниной (1871—1957) и Софьи Александровны Куницкой (1884—1970);
- Пётр (1874—1964), генерал-лейтенант.

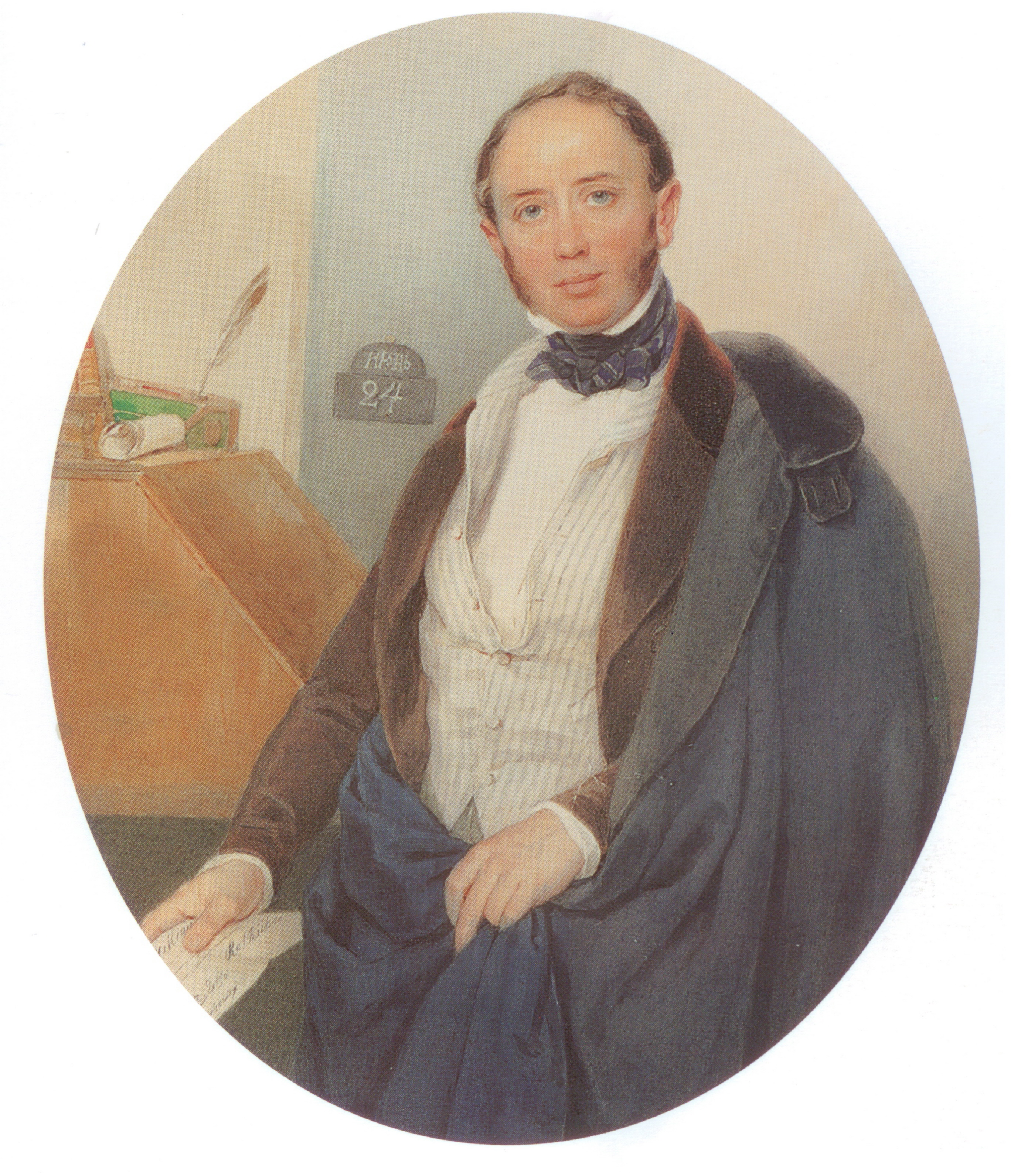
Барон А. Л. Штиглиц  Художник П. Ф. Соколов
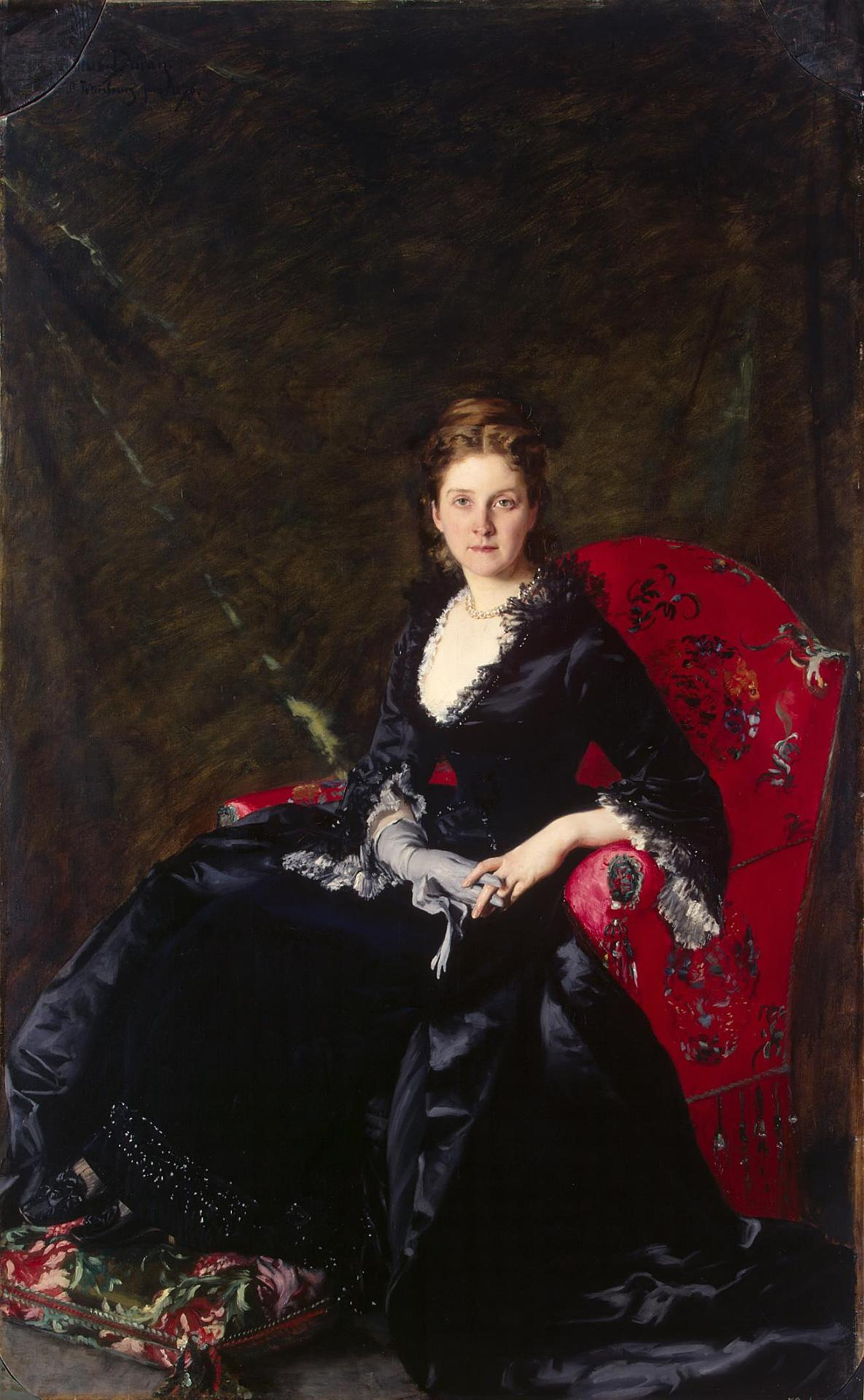
Н. М. Половцова, 1876 год
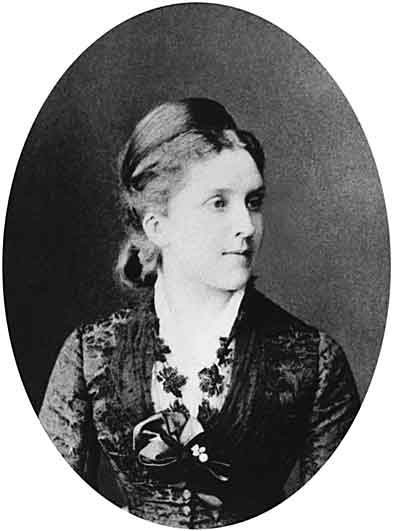
Н. М. Половцова, фото 1880-х годов
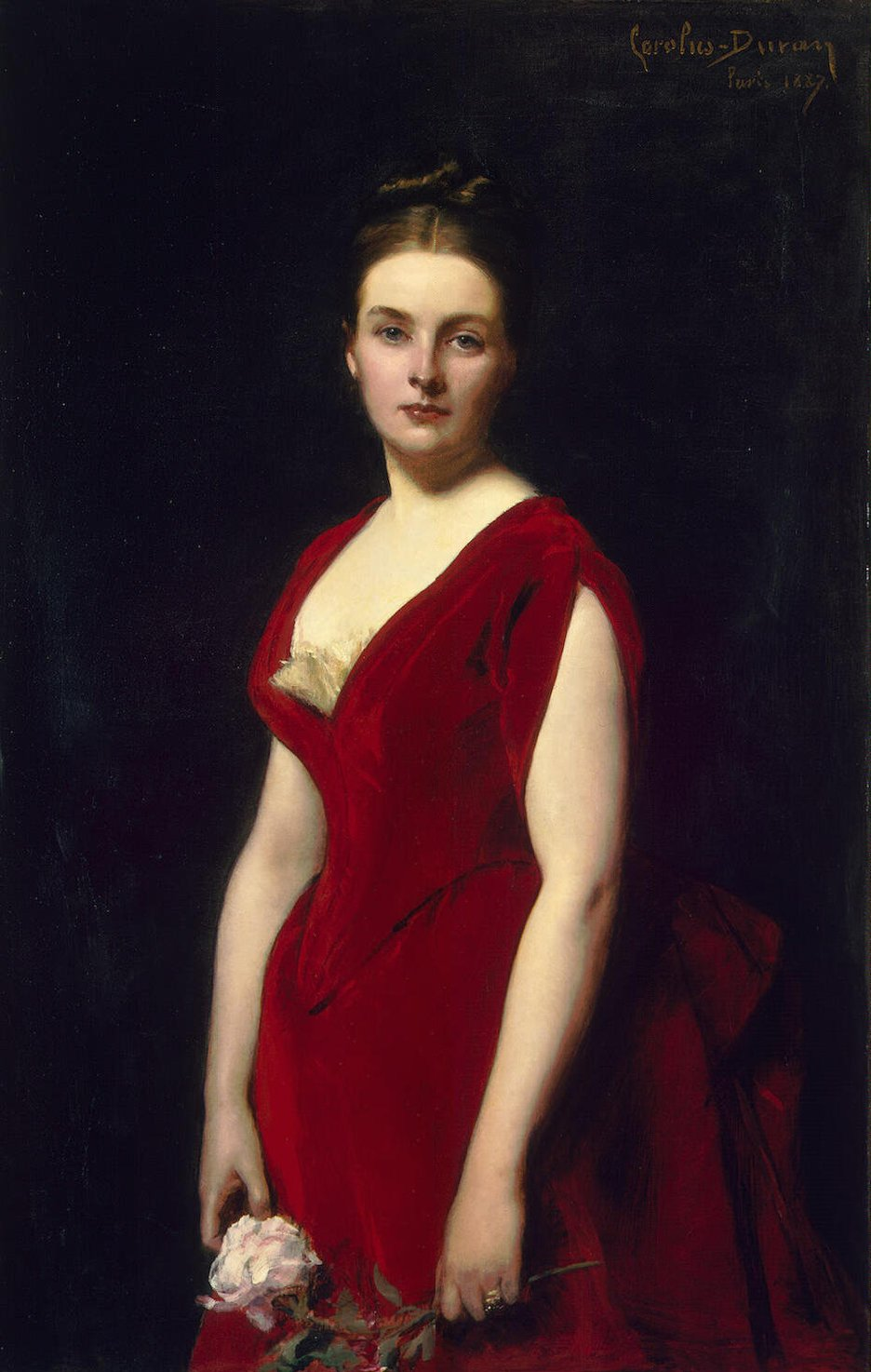
Анна Оболенская, дочь